# Califfo De Luxe
I Califfo de Luxe sono stati un gruppo musicale italiano rocksteady, jazz e reggae, nato nel 2001 in Veneto.

## Storia del gruppo
La band nasce nel 2001 dall'unione di otto componenti di diversa derivazione musicale maturati in formazioni rock, jazz e reggae, provenienti dalla provincia di Venezia.
Il repertorio proposto dalla band è fin dall'inizio una miscela delle sonorità tipiche dello ska-reggae giamaicano con influenze latine, proponendo principalmente pezzi propri. L'attività live della band comincia a dicembre 2001 e questa trova subito ottimi consensi dal pubblico, soprattutto per l'impatto live che sanno trasmettere, tanto che dal 2002 svolgono oltre 150 date in tutto il Triveneto.
Nel 2003 registrano Veneto Ska Cabernet Orchestra, demo autoprodotto con tiratura di 2000 copie. Nel frattempo il gruppo aumenta la sua popolarità arrivando a suonare nei palchi di numerosi club come il Jack the Ripper di Verona, il New Age di Roncade (TV), il Banale di Padova e La Flog di Firenze solo per citarne alcuni. Vengono inoltre chiamati ad aprire concerti di gruppi più affermati come Shandon, Strike, Vallanzaska, Roy Paci & Aretuska e Meganoidi.
Nel luglio 2004 i Califfo de Luxe partecipano alla undicesima edizione del Rototom Sunsplash di Osoppo (UD) e volano in Canada per un tour presenziando all'importante Victoria Ska Festival di Vancouver, affiancando artisti di fama internazionale come il giamaicano Strangejah Cole. Al ritorno in Italia inseriscono un trombonista alla sezione fiati e registrano un nuovo EP dal titolo Luci da illusione che li porterà ad accompagnare vari artisti in tour per la penisola tra i quali Persiana Jones, Ska-J, Giuliano Palma and The Bluebeaters e molti altri.
Nel 2005 la band suona ad altri importanti festival come l'Istria in reggae festival (Croazia), ancora al Reggae Sunsplash di Osoppo e allo Jurgen ad Augusta (Germania).
Per i Califfo de Luxe, che ormai hanno raggiunto una discreta popolarità, arriva il momento di preparare il primo album, così, dopo un mese al Waterland studio di Venezia, esce nel febbraio 2006 Fino all'alba, somma di cinque anni di attività della band, registrato e mixato dall'ex Pitura Freska Cristiano Verardo. Nel disco è anche inclusa una traccia ROM con il video del primo brano, Baby baciami.
Successivamente inizia il tour di promozione dell'album nei migliori club italiani, suonando anche con i mostri sacri dello ska, ovvero i jamaicani Skatalities. Spingono la loro musica fino al sud Italia esibendosi al Neapolis Festival, con Jovanotti, Roy Paci e altri musicisti di fama internazionale, e in Sicilia a Siracusa. Nell'ottobre dello stesso anno partono per un tour in Germania che tocca Halle, Chemnitz e Berlino, ottenendo un forte consenso da parte del pubblico.
Nel 2007 i Califfo de Luxe continuano il loro tour promozionale girando per l'Italia, suonando a Cagliari e in alcune città austriache.
Nel settembre 2008 viene pubblicato il secondo album della band, dal titolo "Un anno in un giorno", contenente dieci brani di produzione propria e due cover dei brani "Stasera che sera" dei Matia Bazar ed il brano "Tetris" costruito sul motivo del noto videogioco omonimo.
Il gruppo porta dal vivo i brani del nuovo lavoro, concentrandosi sul proprio territorio ma senza tralasciare alcune tappe importanti come in Germania, esibendosi a Berlino e Lubecca e in Inghilterra, suonando a Londra.
Il 2010 vede la band nuovamente al lavoro per la preparazione del nuovo disco "Revolution Radio", uscito a settembre del 2010, in cui si celebrano gli anni '70 ed '80 con 10 cover riadattate in chiave propria e 2 inediti del gruppo.

## Formazione
- Pierpaolo De Piccoli - voce
- Stefano Benvenuti - chitarra
- Isacco Furlan - basso elettrico
- Simone Favaro - organo Hammond, sintetizzatori, tastiera
- Filippo Previati - batteria
- Michele Doimo - trombone
- Tiziano Doretto - sassofono tenore
- Marco Bortolazzi - tromba

## Discografia

### Album in studio
- 2006 - Fino all'alba
- 2008 - Un anno in un giorno
- 2010 - Revolution Radio

### Demo
- 2003 - Veneto ska cabernet orchestra
- 2004 - Luci da illusione